# Ван ден Берг, Мэнди
Мэнди ван ден Берг (нидерл. Mandy van den Berg; род. 26 августа 1990, Налдвейк, Южная Голландия) — нидерландская футболистка, защитник клуба ПСВ. Капитан сборной Нидерландов на чемпионате Европы 2017.

## Карьера
С 2007 по 2012 год выступала за АДО «Ден Хааг», в составе которого выиграла чемпионат и кубок Нидерландов.
С 2012 по 2014 год играла в Швеции за «Виттшё».
В декабре 2014 года подписала контракт с норвежским «Квиннером». За норвежский клуб провела один сезон, по итогам которого стала чемпионкой и обладательницей кубка.
В январе 2016 года заключила контракт с «Ливерпулем».
С ноября 2016 года играет за «Рединг».

## Сборная
В составе сборной Нидерландов дебютировала 15 декабря 2010 года в матче против Мексики.
Вошла в состав национальной команды на Евро-2013, но незадолго до турнира получила травму и на чемпионат Европы вместо неё поехала Мерель ван Донген.
На чемпионате мира 2015 года была капитаном сборной.
На чемпионате Европы 2017 приняла участие в четырёх матчах. Также являлась капитаном команды.

## Достижения

### Клуб
АДО Ден Хааг:
- Чемпионка Нидерландов: 2011/12
- Обладательница Кубка Нидерландов: 2011/12

ЛСК Квиннер:
- Чемпионка Норвегии: 2015
- Обладательница Кубка Норвегии: 2015

### Сборная
Нидерланды:
- Победительница чемпионата Европы: 2017